# 레오폴트 폰 자허마조흐
레오폴트 리터 폰 자허마조흐(독일어: Leopold Ritter von Sacher-Masoch, 1836년 1월 27일~1895년 3월 9일)는 오스트리아의 작가이자 언론인이다. 평생 픽션 및 논픽션을 저술하며 사회주의자와 인본주의자들이 이상향으로 제시한 것들을 옹호했고, 유토피아에 대해 연구한 사상가로 알려져 있다. 갈리치아에서의 생활을 로맨틱하게 쓴 소설들, 그 중에서도 《모피를 입은 비너스》(1870)로 유명해졌고, 정신과의사 리하르트 폰 크라프트에빙이 자허마조흐의 동의 없이 그의 이름을 빌려 마조히즘이라는 용어를 만든 것 때문에 지금까지도 사람들에게 자신의 존재를 알리고 있다.

## 생애
레오폴트 폰 자허마조흐는 오스트리아 제국의 갈리치아-로도메리아 왕국의 수도 렘베르크에서 오스트리아 공무원으로 있던 레오폴트 요한 네포무크 폰 자허(Leopold Johann Nepomuk Ritter von Sacher)와 우크라이나의 귀족 샤를로테 폰 마조흐(Charlotte von Masoch) 사이에 태어났다. 샤를로테의 오빠가 죽어 샤를로테가 마조흐 가문의 마지막 핏줄이 되자 샤를로테의 부친이 사위에게 성을 합쳐줄 것을 요청했고, 레오폴트가 그에 응해 1938년부터 그 자신과 그의 아들의 성이 자허마조흐가 되었다. 부친 레오폴트는 오스트리아 제국의 황제로부터 자허마조흐로 새로운 귀족 칭호를 얻게 되었고, 오스트리아 제국의 경찰국장을 역임하기에 이르렀다. 이후 레오폴트 폰 자허마조흐의 이름에 리터를 붙여 레오폴트 리터 폰 자허마조흐라고 불렸다. 자허마조흐는 부모를 따라 로만 가톨릭을 배경으로 자랐고, 부모의 배경과 지리적 위치 때문에 일찍부터 우크라이나어, 독일어, 폴란드어를 했다. 그라츠 대학에서 법학과 역사 및 수학을 배웠으며, 고행 렘베르크로 돌아와 교수가 되었으나 오래 되지 않아 강단을 버리고 자유로운 문인이자 학자로 저술 활동을 했다.
1869년 12월 9일, 자허마조흐와 그의 정부(情婦)였던 파니 피스토(Baroness Fanny Pistor) 남작부인은 자허마조흐가 남작부인의 노예가 된다는 계약서에 서명했다. 그 계약서에는 남작부인이 가능하면 자주, 특히 심사가 좋지 않을 때 모피를 입는다는 조항이 있었다. 모피를 입은 파니에게 자허마조흐가 무릎을 꿇고 있는 사진이 남아 있다. 자허마조흐는 "그레고르(Gregor)"라는 전형적 남자 하인의 이름을 쓰고 남작부인의 하인처럼 굴었다. 둘은 자허마조흐의 소설 《모피를 입은 비너스》에서처럼 파니는 열차의 1등석, 그는 3등석에 타고 아무도 그들이 누구인지 모르는 이탈리아의 베네치아(소설에서는 피렌체)로 여행을 갔다. 자허마조흐는 1873년에 그와 결혼한 첫번째 아내 안젤리카 아우로라 폰 뤼멜린(Angelika Aurora von Rümelin)에게 《모피를 입은 비너스》의 등장인물과 똑같이 "반다 폰 자허마조흐"(Wanda von Sacher-Masoch)라는 이름을 붙이고 파니에게와 같은 계약서를 쓰게 해서 주종관계가 되었다. 그러나 이 관계는 10년 만에 그의 아내가 청년 언론인과 파리로 도망가는 바람에 파탄이 나서 작품과 똑같은 결말이 되고 말았다. 자허마조흐는 결국 그녀와 이혼하고 그의 조수였던 홀다 마이스터와 다시 결혼했다.
50대 말에 자허마조흐는 정신건강에 문제가 생겨 말년을 정신과 병동에서 치료를 받으며 보냈다. 공식적으로 그는 독일 헤센주 알텐쉬타트 지방의 린드하임에서 1895년 사망했다고 보고 되었으나, 1905년 독일 만하임에 있는 한 정신병원에서 죽었다는 주장도 있다.
《모피를 입은 비너스》 등 작품의 일부에 특징적으로 나타나는 정신적 혹은 육체적 고통으로부터 쾌락을 느끼는 도착은, 오스트리아의 정신과의사 리하르트 폰 크라프트-에빙 남작의 1886년의 저서 《성의 심리학(Psychopathia Sexualis)》에서 "마조히즘"이라고 일컬어졌다.}} 자허마조흐는 크라프트-에빙의 주장을 좋아하지 않았다. 자허마조흐의 사생활에 대한 자세한 정보는 그의 첫 부인 아우로라 폰 뤼멜린이 《내 삶의 고백(Meine Lebensbeichte》(1906)이란 책을 '반다 V. 두나예브(Wanda v. Dunajew)'라는 예명으로 베를린에서 출간하면서 알려졌다. 다음 해인 1907년에는 '반다 폰 자허마조흐(Wanda von Sacher-Masoch)'라는 이름으로 파리의 '메르퀴르 드 프랑스(Mercure de France)' 출판사에서 불어 번역판을 냈다. 영어 번역판은 불어 번역판을 다시 번역한 것으로 《반다 폰 자허마조흐의 고백(The Confessions of Wanda von Sacher-Masoch)》이라는 제목으로 1991년 'RE/서치 출판사(RE/Search Publications)'에서 출간되었다.
자허마조흐는 영국 가수 메리앤 페이스풀의 모계 쪽으로 먼 아저씨 뻘인 재종조부(再從祖父)라고 한다.

## 활동
그의 초기 논픽션 저작은 주로 오스트리아 역사를 다룬 것들이었고, 그의 고향 갈리치아의 민속과 문화로 관심을 돌리기도 했다. 논픽션 역사소설을 주로 썼다. 점점 단편소설들이 역사서보다 더 많이 쓰여졌으나 여전히 그 소설들도 역사적 주제를 담고 있었다. 그의 문학작품들에는 범슬라브주의가 널리 퍼져 있다. 그는 갈리치아에 남아 있는 다양한 민족들을 연구했고, 그림같이 생생한 성격의 민족들을 묘사하는 일에 특별한 관심을 기울였다. 1860년대부터 1880년대까지 그는 유대어, 폴란드어, 갈리치아어, 독일어, 러시아어로 단편소설을 출판했다. 그의 작품들은 우크라이나어, 폴란드어, 러시아어, 프랑스어 등으로 번역되어 나왔지만 유독 영어로는 《모피를 입은 비너스》 외에는 출판이 되지 않다가 2015년에야 《신의 어머니(The Mother of God)》가 번역되어 나왔다.
1869년에 자허마조흐는 《카인의 유산(Legacy of Cain)》이라는 웅대한 단편소설 시리즈 출간을 기획했다. 그 시리즈는 자허마조흐의 미학적 세계관을 대표하는 것으로, 애초의 계획은 다양한 픽션 산문들을 묶어 각각을 주제별로 묶어 "사랑", "소유", "국가", "전쟁", "일", "죽음"이라는 제목을 붙여 6권으로 내려던 것이었으나, 결국 미완으로 끝났다. 첫 두 권인 《사랑》(1870)과 《소유》(1877)만 출판되었고, 그의 유명한 소설 "모피를 입은 비너스"(1869)는 《사랑》 편에 들어 있다.
자허마조흐는 라이프치히에 기반을 둔 월간 문인 잡지 [국제 비평, 절정에서(Auf der Höhe. Internationale Review)]의 편집을 맡아 했다. 그 잡지는 1881년 10월부터 1885년 9월까지 4년간 발간되었으며, 독일 작센 지방에 있는 유대인들을 대변해 관용과 통합을 강조하고, 여성에게 교육의 기회와 투표권을 주어야 한다며 여성해방을 지지한 옹호한 진보적인 잡지였다.
말년에 자허마조흐는 두번째 아내인 훌다 마이스터(Hulda Meister)와 함께 1893년에 설립한 '국민교육을 위한 작센 북부 지방 연합(틀:Land)'을 통해 반(反)유대주의자들의 반대편에서 싸웠다.
1875년에 자허마조흐는 독일의 제국창건기(Gründerzeit)에 독일 사회의 자화상을 그리고자 《우리 시대의 이상향(The Ideals of Our Time)》이란 글을 썼다.

## 같이 보기
- BDSM
- 도나시앵 알퐁스 프랑수아 드 사드

## 참고 문헌
- Bach, Ulrich E, "Sacher-Masoch's Utopian Peripheries." In: The German Quarterly 80.2 (2007): 201–219.
- Biale, David, "Masochism and Philosemitism: The Strange Case of Leopold Von Sacher-Masoch", Journal of Contemporary History 17 (1982), 305–323.
- Deleuze, Gilles, "Coldness and Cruelty," in Masochism, New York: Zone Books (1991).
- John K. Noyes, The Mastery of Submission. Inventions of Masochism. Ithaca: Cornell University Press 1997.
- Carlo Di Mascio, Masoch sovversivo. Cinque studi su Venus im Pelz, Firenze, Phasar Edizioni, 2018. ISBN 978-88-6358-488-2
- Alison Moore, Recovering Difference in the Deleuzian Dichotomy of Masochism-without-Sadism. Angelaki 14 (3), November 2009, 27-43.
- Alison M. Moore, Sexual Myths of Modernity: Sadism, Masochism and Historical Teleology. Lanham: Lexington Books, 2016. ISBN 978-0-7391-3077-3